# Dicranomyia (Dicranomyia) namwambae
Dicranomyia (Dicranomyia) namwambae is een tweevleugelige uit de familie steltmuggen (Limoniidae). De soort komt voor in het Afrotropisch gebied.